# Padar (Ağsu)
Padar è un comune dell'Azerbaigian situato nel distretto di Ağsu. Conta una popolazione di 1 624 abitanti.